# Ken Rosenberg
Kenneth S. Rosenberg (besser bekannt als Ken Rosenberg) ist ein US-amerikanischer Politiker. Er ist Bürgermeister der Stadt Mountain View im Santa Clara County in Kalifornien.

## Leben
Ken Rosenberg wuchs im San Fernando Valley auf. Er studierte Sozialwissenschaften und Business Management an der University of California, Irvine. Das Studium schloss er 1989 mit einem Bachelor ab. Einen Master of Business Administration machte er 1993 an der Krannert School of Management der Purdue University in Informationstechnik. Im Januar 1997 zog er mit seiner Frau nach Mountain View.
Er arbeitete unter anderem als Finanzanalyst bei Intel (1995 bis 1998), als Account-Manager bei Excite@Home (1998 bis 2000) und ist seit 2002 Vermögensberater bei der Bank Morgan Stanley.
Ken Rosenberg ist verheiratet und hat eine Tochter und einen Sohn.

## Politischer Werdegang
Im Stadtrat von Mountain View engagierte er sich ab 2010 in den Fachausschüssen für die Innenstadt und Human Relations. Stadtratsmitglied ist er seit Januar 2015. 2016 war er stellvertretender Bürgermeister und seit Januar 2017 ist er Bürgermeister von Mountain View.